# Hermann Swerting
Hermann Swerting (* 1280 in Visby; † 1342 ebenda) war ein deutsch-gotländischer Hansekaufmann und Bürgermeister in Visby auf der Ostseeinsel Gotland.

## Leben
Hermann Swerting wurde als Sohn des aus Rostock eingewanderten Kaufmanns Simon Swerting in Visby geboren. Als erfolgreicher Kaufmann wurde er später Ratsherr und Bürgermeister.
Gemeinsam mit seinem Amtskollegen Johannes Moop und weiteren Ratsmitgliedern wurde er 1342 wegen der Zahlung der Ledungslame an den König Magnus II. von Schweden hingerichtet. 
Seine Söhne Simon (später Bürgermeister in Lübeck) und Gregor (später Ratsherr in Stralsund) stifteten 1349 aus der für den Tod ihres Vaters empfangenen Sühnezahlung mit päpstlicher Genehmigung eine Seitenkapelle in der Marienkirche zu Visby, die Swertingsche Kapelle, die heute zusätzlich dem Andenken der Opfer von Schiffsunglücken gewidmet ist.